# Fraize
Fraize är en kommun i departementet Vosges i regionen Grand Est (tidigare regionen Lorraine) i nordöstra Frankrike. Kommunen ligger i kantonen Fraize som tillhör arrondissementet Saint-Dié-des-Vosges. År 2022 hade Fraize 2 849 invånare.

## Befolkningsutveckling
Antalet invånare i kommunen Fraize
| Referens: INSEE |